# Gertrud Laminger-Pascher
Gertrud Laminger-Pascher, geborene Pascher (* 29. November 1911; † 4. Juni 2002) war eine österreichische Altphilologin und Epigraphikerin.

## Leben
Gertrud Pascher wurde 1936 an der Universität Wien mit der Dissertation Die Verfasserfrage der Hellenika von Oxyrhynchos promoviert. Seit Dezember 1937 war sie Parteimitglied der damals in Österreich illegalen NSDAP. 1941 wurde sie wissenschaftliche Hilfskraft am Österreichischen Archäologischen Institut und schied dort 1945 als NSDAP belastet aus. Ab 1965 war sie an der Kleinasiatischen Kommission der Österreichischen Akademie der Wissenschaften angestellt, wo sie sich mit epigraphischen Studien beschäftigte, insbesondere zu den Inschriften Lykaoniens. Am 4. Juni 2002 verstarb Gertrud Laminger-Pascher im Alter von 90 Jahren.

## Veröffentlichungen (Auswahl)
- Römische Siedlungen und Straßen im Limesgebiet zwischen Enns und Leitha (= Der römische Limes in Österreich Band 19). Rohrer, Wien 1949.
- Index grammaticus zu den griechischen Inschriften Kilikiens und Isauriens. 2 Teile, Wien 1973–1974.
- Beiträge zu den griechischen Inschriften Lykaoniens. Wien 1984.
- Lykaonien und die Phryger. Wien 1989.

## Archivalien
- Österreichisches Staatsarchiv, Archiv der Republik, Zivilakten NS-Zeit, BMI, GA Pascher Gertrud, 189.306.